# Hans Peter Minderhoud

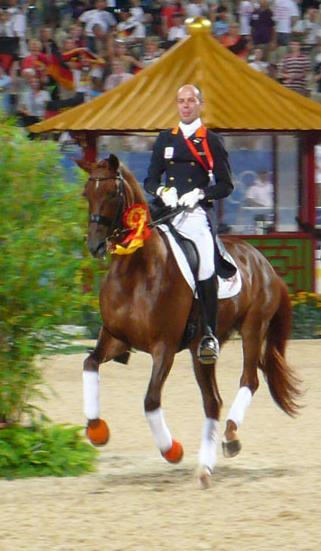
Hans Peter Minderhoud mit Nadine bei den Olympischen Sommerspielen 2008

Hans Peter Minderhoud (* 7. Oktober 1973 in Westkapelle) ist ein niederländischer Dressurreiter.

## Karriere
Bei den Weltmeisterschaften für 5-jährige Pferde in Verden (Aller) gewann er 2001 den WM-Titel mit Rubels.  Seinen zweiten WM-Titel gewann er ein Jahr darauf, wieder mit Rubels (einem Oldenburger Schimmelhengst (* 1996), Vater: Rafurstinels, Muttervater: Amethist), bei der Weltmeisterschaft für 6-jährige Pferde. Mit Florencio I (einem Westfale braunen Hengst (* 1999), Vater: Florestan I, Muttervater: Weltmeyer) wurde er 2004 und 2005 erneut Weltmeister der jungen Dressurpferde. Bei der Europameisterschaft 2007 in Turin wurden Minderhoud mit Nadine (einer KWPN-Fuchsstute (* 1995; † 2024), Vater: T.C.N. Partout, Muttervater: Roemer) und seine Teamkollegen Europameister in der Mannschaftswertung. Er qualifizierte sich für die Olympischen Sommerspiele 2008, wo er mit Nadine die Mannschafts-Silbermedaille gewann und in der Einzelwertung Fünfter wurde. Er gehörte außerdem zur niederländischen Dressur-Equipe, die bei den Weltreiterspielen 2010 in Lexington, Kentucky, Gold in der Mannschaftswertung erreichte.
Minderhoud war im August 2010 in der 115. Weltrangliste der FEI mit Exquis Nadine auf Rang 49 abgerutscht (einen Monat zuvor lag er noch auf Rang 19). Mit zwei weiteren Pferden belegt er den 160. (mit Exquis Escapado, einem braunen Oldenburger Wallach (* 1993), Vater: Ex Libris, Muttervater: Ikarus) und den 245. Rang (mit IPS Tango, einem KWPN-Dunkelfuchs-Hengst (* 2000), Vater: Jazz, Muttervater: Contango). Erstmals im Jahr 2011 gewann er die Niederländischen Meisterschaften im Dressurreiten.

## Privates
Er ist mit seinem Teamkollegen Edward Gal liiert.
Anfang Februar 2012 wurde bekanntgegeben, dass Edward Gal und Hans Peter Minderhoud einen Sponsoringvertrag mit dem österreichischen Waffenproduzenten Gaston Glock für die Dauer von zehn Jahren abgeschlossen haben. Minderhoud und Gal halten sich vier Monate pro Jahr im Glock Horse Performance Center in Treffen am Ossiacher See auf, in den Niederlanden wurde ein gleichnamiger Turnierstall eingerichtet.

## Erfolge

### Championate
- Olympische Sommerspiele:
  - 2008: mit Nadine 5. Platz im Einzel und 2. Platz mit der Mannschaft
- Weltreiterspiele:
  - 2010: mit Nadine Goldmedaille mit der Mannschaft und 22. Platz im Grand Prix Spécial
  - 2014: mit Johnson 11. Platz im Grand Prix Spécial, 14. Platz in der Grand Prix Kür und 3. Platz mit der Mannschaft
- Europameisterschaften
  - 2007: mit Nadine 14. Platz im Grand Prix Spécial und 1. Platz mit der Mannschaft
  - 2011: mit Nadine 14. Platz im Grand Prix Spécial, 11. Platz in der Grand Prix Kür und 1. Platz mit der Mannschaft
  - 2013: mit Romanov 13. Platz im Grand Prix Spécial und 2. Platz mit der Mannschaft
  - 2015: mit Glock´s Johnson TN 3. Platz im Grand Prix Spécial, 5. Platz im Grand Prix Kür und 1. Platz mit der Mannschaft
- Weltcupfinale:
  - 2009, Las Vegas: 4. Platz mit Nadine
  - 2011, Leipzig: 8. Platz mit Nadine
  - 2012, 's-Hertogenbosch: 6. Platz mit Tango
  - 2014, Lyon: 8. Platz mit Johnson
  - 2015, Las Vegas: 5. Platz mit Flirt
  - 2016, Göteborg: 1. Platz mit Flirt
- Niederländische Meisterschaften (unvollständige Liste):
  - 2011, De Steeg: 1. Platz mit Tango
  - 2016, Ermelo: 2. Platz mit Johnson

### Beste internationale Ergebnisse (seit 2007)
- Grand Prix de Dressage:
  - 2007: 72,208 % (2. Platz beim CDI 3* Outdoor Gelderland mit Nadine)
  - 2008: 74,416 % (3. Platz beim CDI 3* De Steeg mit Nadine)
  - 2009: 73,447 % (6. Platz beim CDI-W 's-Hertogenbosch mit Nadine)
  - 2010: 72,640 % (6. Platz beim CDIO 5* Rotterdam mit Nadine)
  - 2011: 72,894 % (2. Platz beim CDI 4* 's-Hertogenbosch mit Tango)
  - 2012: 73,404 % (4. Platz beim Weltcupfinale in 's-Hertogenbosch mit Tango)
  - 2013: 75,319 % (2. Platz beim CDI-W Stockholm mit Romanov)
  - 2014: 76,680 % (4. Platz beim CDIO 5* Rotterdam mit Johnson)
  - 2015: 77,586 % (4. Platz bei den Europameisterschaften in Aachen mit Johnson)
  - 2016: 76,900 % (3. Platz beim CDI-W Amsterdam mit Flirt)
- Grand Prix Spécial:
  - 2007: 70,920 % (2. Platz beim CDI 3* Outdoor Gelderland mit Nadine)
  - 2008: 71,240 % (1. Platz beim CDI 3* Odense mit Escapado)
  - 2009: 74,500 % (3. Platz beim CDIO 5* Aachen mit Nadine)
  - 2010: 70,208 % (7. Platz beim CDI 4* Dortmund mit Nadine)
  - 2011: 73,833 % (2. Platz beim CDI 4* 's-Hertogenbosch mit Tango)
  - 2012: 75,533 % (1. Platz beim CDI 3* Treffen am Ossiacher See mit Withney van't Genthof)
  - 2013: 73,244 % (13. Platz bei den Europameisterschaften in Herning mit Romanov)
  - 2014: 75,630 % (11. Platz bei den Weltreiterspielen in Caen mit Johnson)
  - 2015: 79,034 % (3. Platz bei den Europameisterschaften in Aachen mit Johnson)
- Grand Prix Kür:
  - 2007: 73,200 % (7. Platz beim CDIO 3* Aachen mit Nadine)
  - 2008: 77,900 % (3. Platz beim CDI-W Mechelen mit Nadine)
  - 2009: 81,050 % (4. Platz beim Weltcupfinale in Las Vegas Nadine)
  - 2010: 78,850 % (2. Platz beim CDI 5* Hickstead mit Nadine)
  - 2011: 79,725 % (3. Platz beim CDI-W 's-Hertogenbosch mit Nadine)
  - 2012: 76,125 % (6. Platz beim Weltcupfinale in 's-Hertogenbosch mit Tango)
  - 2013: 78,850 % (3. Platz beim CDI-W Stockholm mit Romanov)
  - 2014: 79,250 % (2. Platz beim CDI-W Stockholm mit Flirt)
  - 2015: 82,411 % (5. Platz bei den Europameisterschaften in Aachen mit Johnson)
  - 2016: 82,357 % (1. Platz beim Weltcupfinale in Göteborg mit Flirt)

(Stand: Ende März 2016)